# Chriodes poliendus
Chriodes poliendus là một loài tò vò trong họ Ichneumonidae.